# Istospolni brak u Meksiku
Istospolni brak (bračna jednakost) legalan je u Meksiku. Mnogi su Meksikanci izrazili potporu bračnoj jednakosti, premda Katolička crkva istospolni brak smatra dijelom „rodne ideologije“.

## Povijest
U kolovozu 2010. godine, meksički vrhovni sud donio je odluku da istospolni brakovi sklopljeni bilo gdje u Meksiku moraju biti prepoznati u svim meksičkim saveznim državama. Međutim, pravo na posvajanje djece varira. Meksiko je peta država u Sjevernoj Americi koja je legalizirala istospolni brak.

### Životno partnerstvo
Isprva je istospolna zajednica bila prepoznata kao životno partnerstvo u glavnom gradu Meksika. Organizacije za ženska prava i prava LGBT osoba pozitivno su pozdravile zakon, ali je Crkva izrazila protivljenje. Dana 16. ožujka 2007. zakon je stupio na snagu. Godine 2009., Mexico City legalizirao je istospolni brak. Ovaj put, zakon je postao važećim 4. ožujka 2010.